# 史塔西档案机构
史塔西档案机构（德語：Stasi-Unterlagen-Behörde）是1991年12月19日成立的德意志联邦共和国负责管理前德意志民主共和国（东德）国家安全部（史塔西）档案的组织，正式名称为前德意志民主共和国国安机构档案事务联邦专员（德語：Bundesbeauftragter für die Unterlagen des Staatssicherheitsdienstes der ehemaligen Deutschen Demokratischen Republik，缩写BStU），2021年6月17日被并入德国联邦档案馆。德国前总统约阿希姆·高克曾负责管理该机构。